# Jamie Lynn Spears
Jamie Lynn Marie Spears, Lynne Spears (McComb, Mississippi, 1991. április 4. –)     amerikai színésznő, énekesnő. Britney Spears húga.
Szülei Jamie és Lynne Spears. Két testvére van, Bryan és Britney. Legismertebb szerepe a Nickelodeon Zoey 101 műsorának főszerepe. A louisianai Kentwoodban nevelkedett (népessége kb. 2200 fő). A Parklane Academy nevű magániskolában járta ki az általános iskolát. Amikor Jamie Lynn 6 hetes volt, Britneyvel és édesanyjával felköltözött New York Citybe, hogy nővére karrierjét segítsék a Jive Recordsnál.
Tízéves korában felvettek egy demót Nick Carter öccsével, Aaron Carterrel, Christmas Song címen. Szerepelt egy Clorox reklámban barátnőivel, Crystallal és Leighával együtt. Tizenegy évesen az Oprah Winfrey Showban szerepelt együtt Britneyvel.
Első jelentősebb filmszerepe a Crossroads (Álmok útján) című filmben látható, ahol a Britney alakította Lucy gyerekkori énjét testesíti meg pár percig. 2002-ben állandó szereplő lett a Nickelodeon tévécsatorna egy sorozatában, a Sok hűhó-ban. Ezután olyan műsorokban szerepelt, mint a Saturday Night Live Show, a TRL vagy a Regis & Kelly. Britneyvel közösen lépett színpadra a 2002-es Teen Choice Awards díjátadó gálán.
2003-ban a Sok hűhó lett a legjobb TV-műsor a TCA-en. Jamie Lynn epizódszerepet kapott a Lizzie McGuire tévésorozatban. A Triple Imagesszel közösen készített dala, a Girls Just Wanna Have Fun listavezető lett a Disney Top 40-es slágerlistáján. 2007 decemberében adott interjújában az OK! magazinnak bejelentette, hogy gyermeket vár és gyermeke apja Casey Aldridge. Az érettségit 2008 februárjában tette le a Kentwood High Schoolban. 2008. június 19-én megszületett első gyermeke, Maddie Briann Aldridge.

## Filmográfia
| Év          | Magyar cím  | Eredeti cím | Szerep      | Magyar hang  |
| ----------- | ----------- | ----------- | ----------- | ------------ |
| 2002        | Álmok útján | Crossroads  | Lucy Wagner |              |
| 2002 – 2004 | Sok hűhó    | All That    |             |              |
| 2005 – 2008 | Zoey 101    | Zoey 101    | Zoey Brooks | Molnár Ilona |
| 2008        |             | Miss Guided | Mandy       |              |

## Kötetei magyarul
- Britney Spears–Lynne Spears: A szeretet éneke; ford. Stern Gabriella; Magyar Könyvklub, Bp., 2002
- Lynne Spears–Lorilee Craker: A viharon át; ford. Steiner Kristóf; Ringier–Hot! Könyvek, Bp., 2009